# Calcipotamon puglabrum
Calcipotamon puglabrum — вид прісноводних крабів родини Potamidae. Описаний у 2020 році.

## Поширення
Ендемік китайського острова Хайнань. Виявлений у вапняковому лісі в автономному повіті Чанцзян Лі.

## Опис
Нові вид та рід описані у 2020 році на основі морфології та мітохондріальної послідовності 16S рРНК. Рід Calcipotamon найближчий до Neotiwaripotamon і Tiwaripotamon, але відрізняється будовою карапакса, третьої щелепної ноги, амбулактарної ноги та чоловічих статевих органів (гоноподів).